# Danial Mahini
Danial Mahini (en persa: دانیال ماهینی‎; Bushehr, 25 de septiembre de 1993) es un futbolista iraní que juega en la demarcación de lateral derecho para el Metallurg Bekabad de la Super Liga de Uzbekistán.

## Selección nacional
Hizo su debut con la selección de fútbol de Irán el 7 de junio de 2016 en un encuentro amistoso contra Kirguizistán que finalizó con un resultado de 6-0 a favor del combinado iraní tras los goles de Sardar Azmoun, Masoud Shojaei, Mehdi Torabi, Mehdi Taremi y un dolete de Karim Ansarifard.

## Clubes
| Club                  | País       | Año       | Partidos | Goles |
| --------------------- | ---------- | --------- | -------- | ----- |
| FC Iranjavan Bushehr  | Irán       | 2012-2015 | 18       | 0     |
| Esteghlal Khuzestan   | Irán       | 2015-2017 | 47       | 0     |
| Saipa FC              | Irán       | 2017-2018 | 16       | 0     |
| Esteghlal Khuzestan   | Irán       | 2018      | 5        | 0     |
| Malavan FC            | Irán       | 2018-2019 | 5        | 0     |
| FC Iranjavan Bushehr  | Irán       | 2019-2020 | 0        | 0     |
| Paykan FC             | Irán       | 2020-2021 | 10       | 0     |
| Arman Gohar Sirjan FC | Irán       | 2023      | 19       | 2     |
| Metallurg Bekabad     | Uzbekistán | 2023-     | 1        | 0     |

## Palmarés

### Campeonatos nacionales
| Título          | Club                | País | Año  |
| --------------- | ------------------- | ---- | ---- |
| Iran Pro League | Esteghlal Khuzestan | Irán | 2016 |